# Dix femmes pour un mari
Dix femmes pour un mari je francouzský němý film z roku 1905. Režiséry jsou Georges Hatot (1876–1959), Lucien Nonguet (1869–1955) a Ferdinand Zecca (1864–1947). Film trvá zhruba 3 minuty.

## Děj
Pohledný muž umístí inzerát s časem a místem setkání do novin, aby se seznámil se zájemkyněmi o vztah. Když se dostaví na slíbené místo, obklopí ho deset žen, které se o něj začnou přetahovat. Muž před nimi utíká, ale nakonec je jednou z nich chycen a odveden.